# Микронемы

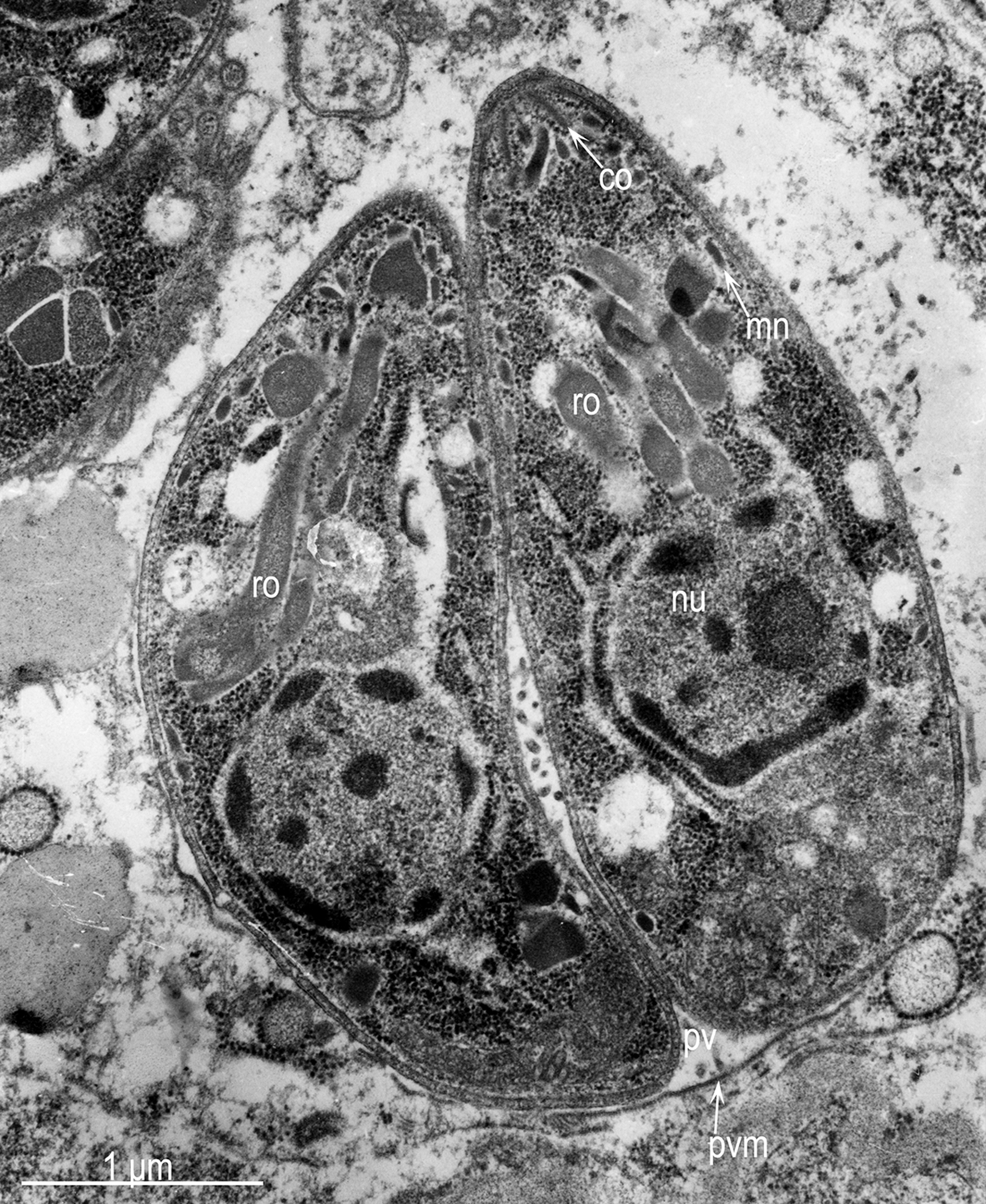
Тахизоиты Toxoplasma gondii, просвечивающая электронная микроскопия Микронемы mn

Микроне́мы — клеточные органеллы, свойственные простейшим из типа Apicomplexa. Расположены в передней трети тела организма, окружены мембраной, при электронной микроскопии можно видеть, что они наполнены электронно-плотным содержимым из-за высокого содержания белка. Они являются специализированными секреторными органеллами, участвующими в проникновении в клетку хозяина.
Эти структуры секретируют несколько типов белков, таких как PfAMA1 и EBA. Эти белки связываются с рецепторами на мембране клетки (например, эритроцита). После этого паразит может войти в клетку хозяина, используя уже актин-миозиновый комплекс.
Предполагается, что это органеллы работают совместно с другими структурами — роптриями, которые также являются секреторными органеллами. Вполне возможно, что, в то время как микронемы инициируют связывание паразита с клеткой, роптрии секретируют белки для создания паразитофорной вакуолярной мембраны, окружающей вакуоль, в которой паразит может жить и размножаться.